# Macropodinae
Macropodinae je potporodica tobolčara koja pripada porodici Macropodidae. Potporodica Macropodinae uključuje oko 10 rodova te barem 51 vrstu. Svi članovi porodice  Macropodidae su članovi ove potporodice osim vrste Lagostrophus fasciatus koja pripada potporodici Lagostrophinae.
Pod potporodicu Macropodinae spadaju sljedeći rodovi:
- Dendrolagus – 14 vrsta
- Dorcopsis – 4 vrste
- Dorcopsulus – 2 vrste
- Lagorchestes– 4 vrste
- Macropus – 16 vrsta
- Onychogalea – 3 vrste
- Petrogale – 17 vrsta
- Setonix – 1 vrsta
- Thylogale – 7 vrsta
- Wallabia – 1 vrsta